# Jo Elle
Jo Elle (* 1978 als Joëlle Rohrer) ist eine Schweizer Sängerin.

## Leben
Jo Elle ist die Schwester von Fabien Rohrer. 1995 wurde sie in Polen Junioren-Weltmeisterin in der Snowboard-Halfpipe. 2013 nahm sie erfolglos an der Sendung The Voice of Switzerland teil. Ihr Album Comfort Zone von 2015 war in der Schweizer Hitparade. Ihr Stil ist dem Reggae-Pop zuzuordnen.

## Diskografie
Alben/EPs
- 2015 Comfort Zone (Album)[7]
- 2016 Jo Elle Meets MaxRubaDub (EP)[8]
- 2019 Soul Journey (Album)[9]

Lieder
- 2016  Shimmy Shimmy Ya, Mikey Board feat. Jo Elle[10]
- 2017  I Weiss, Collie Herb feat. Jo Elle[11]